# スウェーデン国防電波局
スウェーデン国防電波局（Försvarets radioanstalt；略称FRA）とは、スウェーデン国防省に所属するSIGINT機関である。1942年7月1日発足。人員は約1200名、年間予算は860,262,000スウェーデン・クローナ（日本円で24億円強）。

## 機構
- データ収集局
- 処理局
- 報告局
- 電子情報システム局
- システム発展局
- システム随伴局
- 管理局

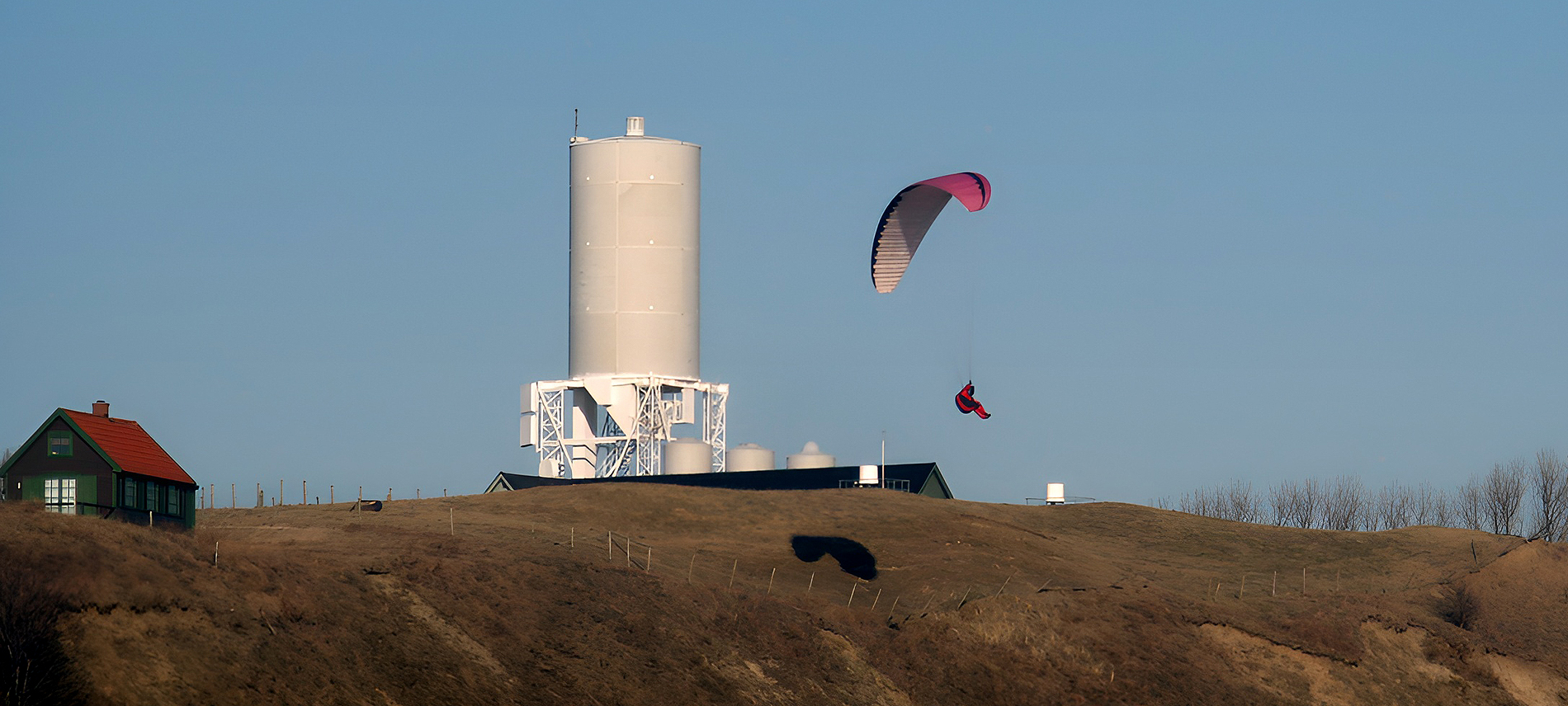
スコーネ地方の無線傍受センター

FRAの管轄下には、数か所の無線傍受センターがある。

## ユニット
- SIGINT艦オリオン
- ガルフストリーム IV×2機